# Struthiola montana
Struthiola montana är en tibastväxtart som beskrevs av Alvah Peterson. Struthiola montana ingår i släktet Struthiola och familjen tibastväxter. Inga underarter finns listade i Catalogue of Life.